# Stanley Prusiner

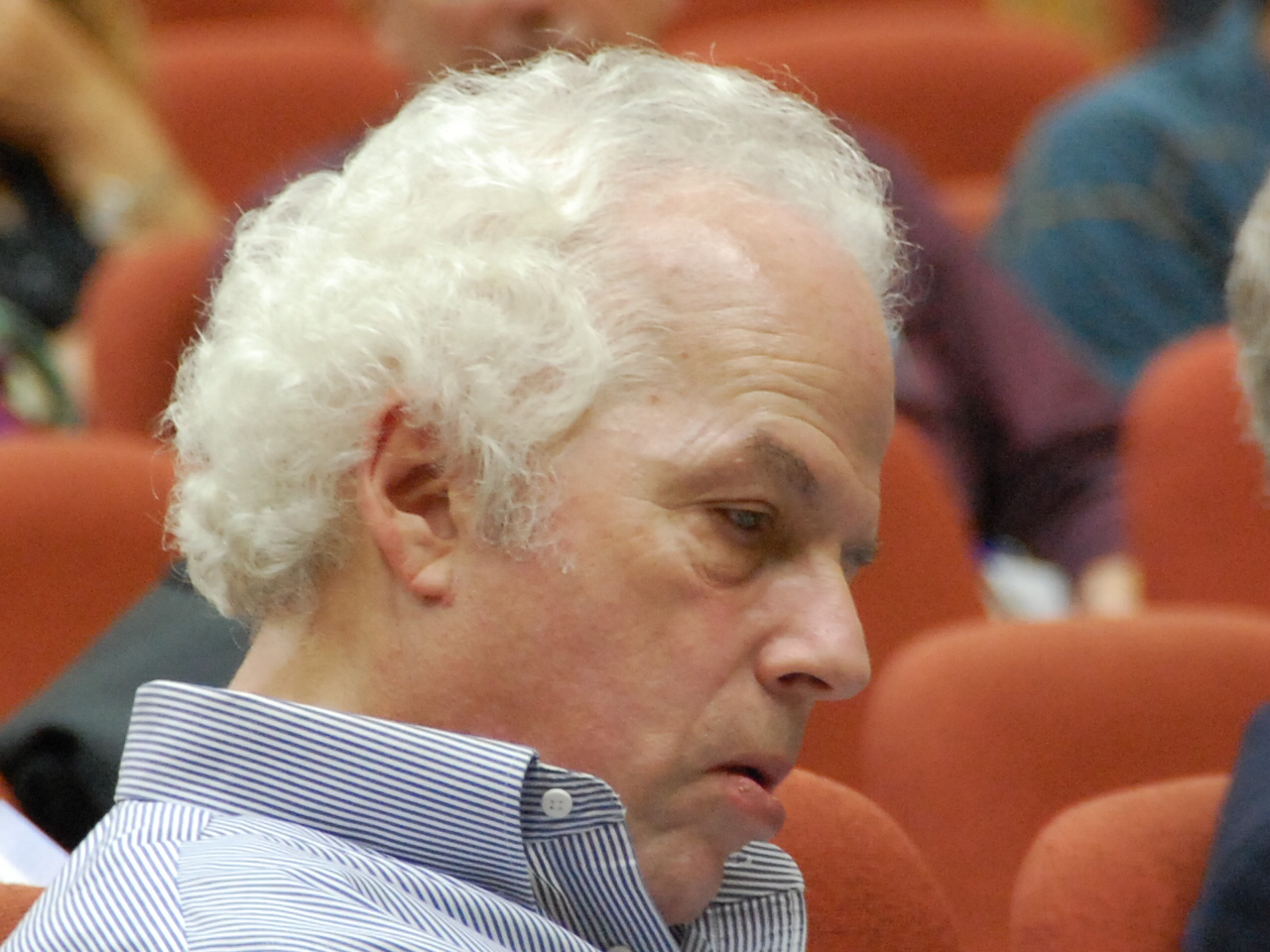
Stanley B. Prusiner (2007)

Stanley Ben Prusiner (* 28. Mai 1942 in Des Moines, Iowa) ist ein US-amerikanischer Biochemiker und Neurologe, der 1997 für die Entdeckung der Prionen, einer neuartigen Klasse von Krankheitserregern, mit dem Nobelpreis für Physiologie oder Medizin ausgezeichnet wurde.

## Leben
Prusiner studierte Chemie und Medizin an der University of Pennsylvania. Seine erste klinische Tätigkeit als Arzt führte ihn 1968 an die University of California, San Francisco (UCSF). Er unterbrach die dortige Tätigkeit, um für drei Jahre in den National Institutes of Health (NIH) in Bethesda (Maryland) über Escherichia coli zu forschen. Anschließend setzte er seine neurologische Ausbildung in San Francisco fort. Seit 1974 ist Prusiner Professor für Neurologie an der University of California, San Francisco. 1976 erhielt er ein Forschungsstipendium der Alfred P. Sloan Foundation (Sloan Research Fellowship).
Seit 1983 unterrichtet Prusiner zusätzlich Virologie an der University of California, Berkeley, wo er auch in der Alzheimer-Forschung tätig war, seit 1988 auch Biochemie an der University of California, San Francisco. Am 13. April 2022 berief ihn Papst Franziskus zum Mitglied der Päpstlichen Akademie der Wissenschaften.

## Wirken
Die Bedeutung von Prusiners Forschungsleistung, nämlich der Entdeckung der von ihm so benannten Prionen, liegt in Aufklärungsversuchen der Ursachen einer Reihe seltener verwandter Infektions- und Erbkrankheiten, der sogenannten Prionkrankheiten. Dazu zählen die Creutzfeldt-Jakob-Krankheit (CJD), einschließlich der neuen Variante (vCJD), Kuru, die tödliche familiäre Schlaflosigkeit, das Gerstmann-Sträussler-Scheinker-Syndrom, BSE und Scrapie. Prusiner postulierte, ausgehend von seinen Anfang der 1970er Jahre zusammen mit seinem Expertenteam (David E. Garfin, Daniel P. Stites, William J. Hadlow, Carl M. Eklund) begonnenen Forschungen über Scrapie an der School of Medicine der UCSF, bereits 1982 die Bedeutung der Prionen, fand aber zunächst weder Gehör noch Beachtung. Es dauerte über zehn Jahre, bis sich seine Ansicht in den 1990er Jahren auch in der Fachwelt mehrheitlich durchsetzte.
1992 erhielt er gemeinsam mit Detlev Riesner den Max-Planck-Forschungspreis, 1993 einen Gairdner Foundation International Award und den Richard Lounsbery Award. 1994 wurde er mit dem Albert Lasker Award for Basic Medical Research ausgezeichnet. 1995 waren ihm der Paul-Ehrlich-und-Ludwig-Darmstaedter-Preis und der Pasarow Award zuerkannt worden, 1996 der Keio Medical Science Prize, 1997 der Prix Charles-Léopold Mayer sowie der Louisa-Gross-Horwitz-Preis und der Zülch-Preis. 2009 wurde ihm die National Medal of Science in den USA zuerkannt. Er ist zudem Mitglied der National Academy of Sciences (1992), der American Academy of Arts and Sciences (1993) und der American Philosophical Society (1998) sowie auswärtiges Mitglied der Serbischen Akademie der Wissenschaften und Künste und der Royal Society.